# Нарва (річка в Естонії)

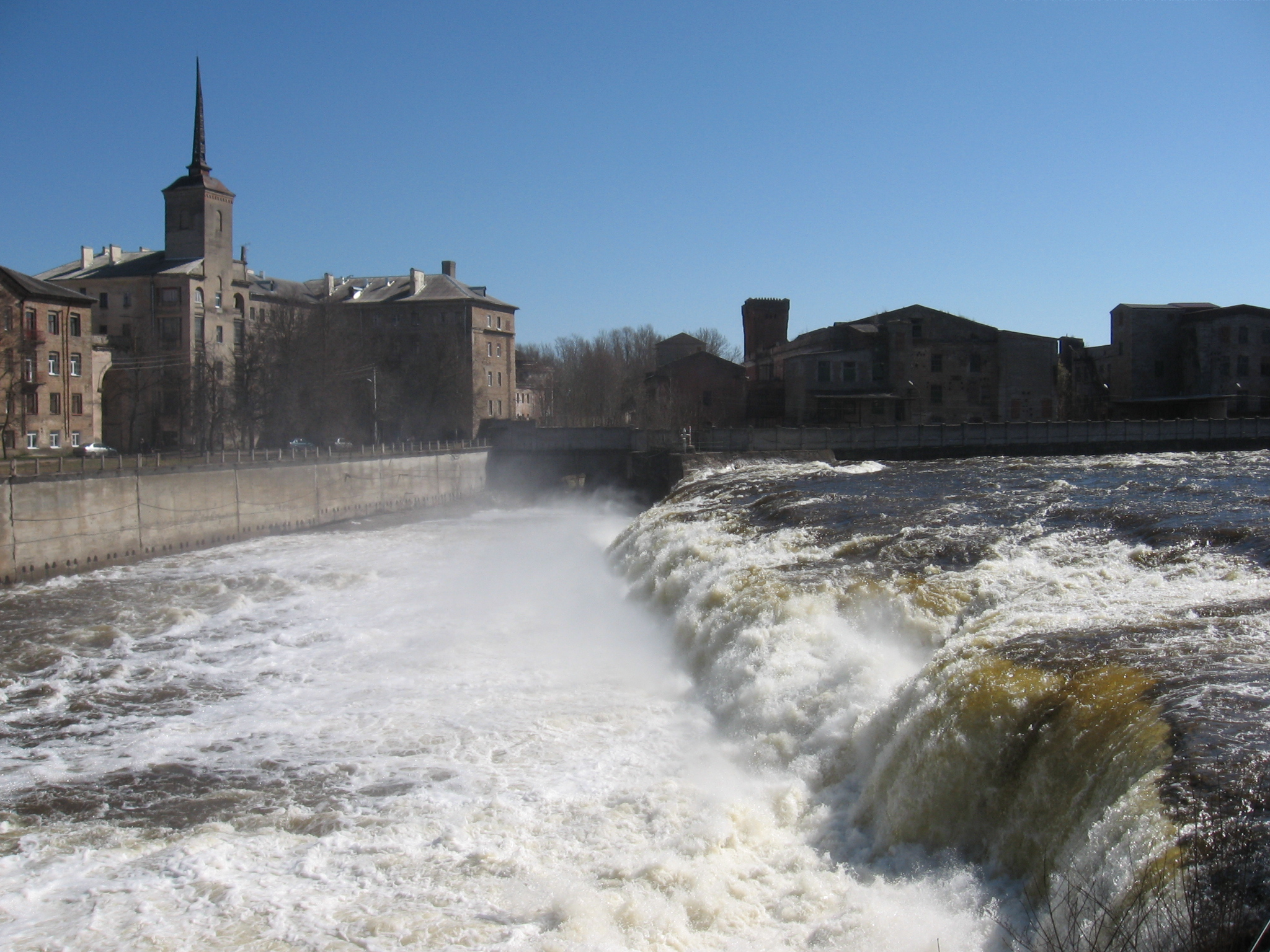
Нарвські водоспади (східний край) навесні 2010

Нарва (Нарова; ест. Narva jõgi) — річка на кордоні Естонії і Ленінградської області Російської Федерації, впадає у Балтійське море.

## Етимологія
Етимологія топоніму Нарва не зрозуміла, але, згідно з найпоширенішою теорією, вона походить від вепського слова Нарва, що означає водоспад або потік.

## Загальні відомості
Річка бере початок з Чудсько-Псковського озера і впадає в Фінську затоку Балтійського моря.
- Довжина річки — 77 км, з них 40 км — верхня течія, 20 км — середня течія, 17 км — нижня течія.
- Площа басейну — 56 200 км²;.
- Витрата в гирлі у Нарви — 399 м³/сек або 12.58 км³/рік, що на 78 м³/сек або на 2,46 км³/рік більше, ніж у витоку.
- Падіння Нарви — 30 м, з них 19 % (4 м-7,5 м) припадає на Нарвські водоспади, а 16 % (5 м) на Омутські пороги.
- Потенційні гідроенергетичні ресурси: середньорічна потужність 141 МВт, середньорічна вироблення 1235 млн кВт·год.
- Ширина в середньому 200—300 м, проте, нижче ГЕС за течією до 390 м, а найбільша ширина в верхів'ях у острова Верховського — близько 900 м.
- Переважна глибина 3-4 м, місцями до 6 м, нижче ГЕС — до 11 м, перед гирлом — до 15 м.
- Середня швидкість течії Нарви — 1 м/с, на порогах до 3 м/с, в нижній течії до 0,5 м/с.
- Льодові явища на Нарві тривають до 5,5 місяців, влітку — межень.
- Живлення річки змішане з переважанням снігового (більшу частину води надає Чудське озеро).

Гідроелектростанції: Нарвська ГЕС.

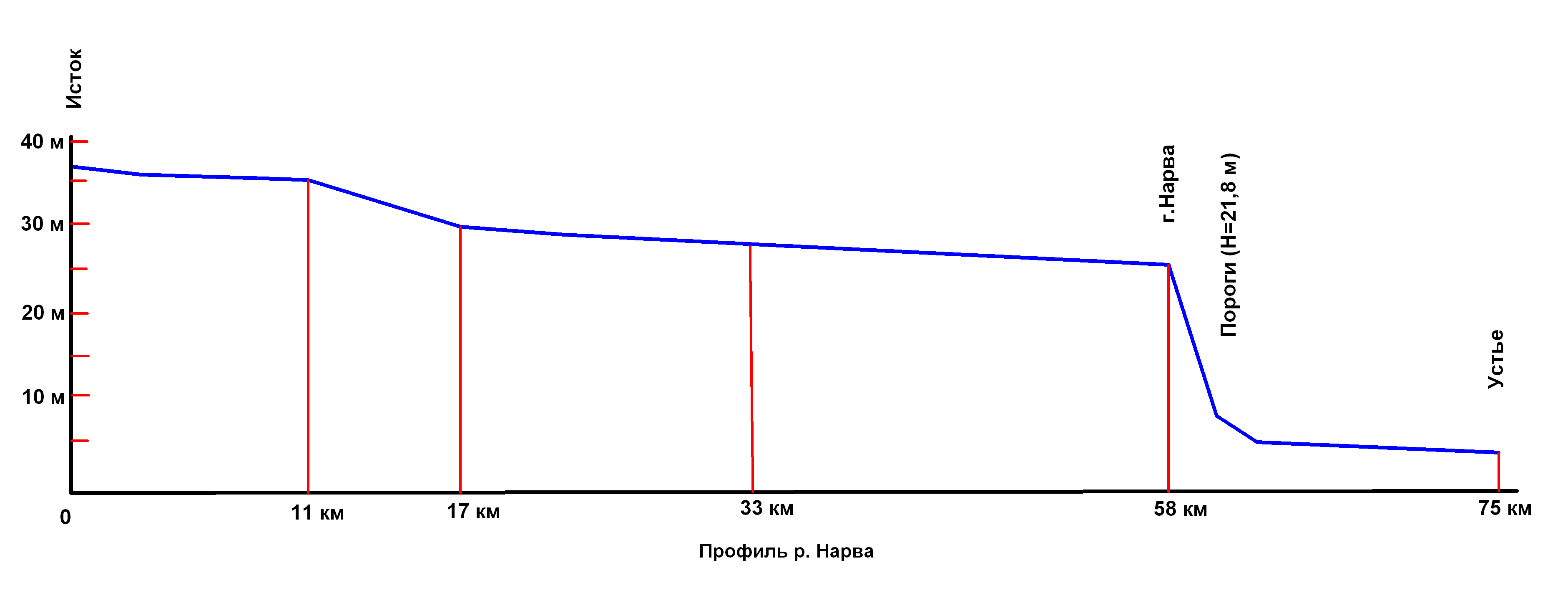
Профіль річки Нарва

Карта басейну річки Нарва

Міста на Нарві: Нарва, Нарва-Йиесуу, а також Нарвська фортеця (Естонія) і Івангород (Росія).
Судноплавство: Нарва судноплавна нижче Нарвської ГЕС (14,9 км) та на Нарвському водосховищі (15 км), разом виходить, що на 40 % річка судноплавна.
Основні притоки: Плюсса, Россонь

## Фауна
Нарва багата рибою. Тут живе плітка, окунь, лящ, щука й інші такі самі, як і в Чудському озері і Нарвському водосховищі. Проте в нижній течії нерестяться лососеві і вугор, а також улюблена гурманами нарвська мінога.

## Опис річки

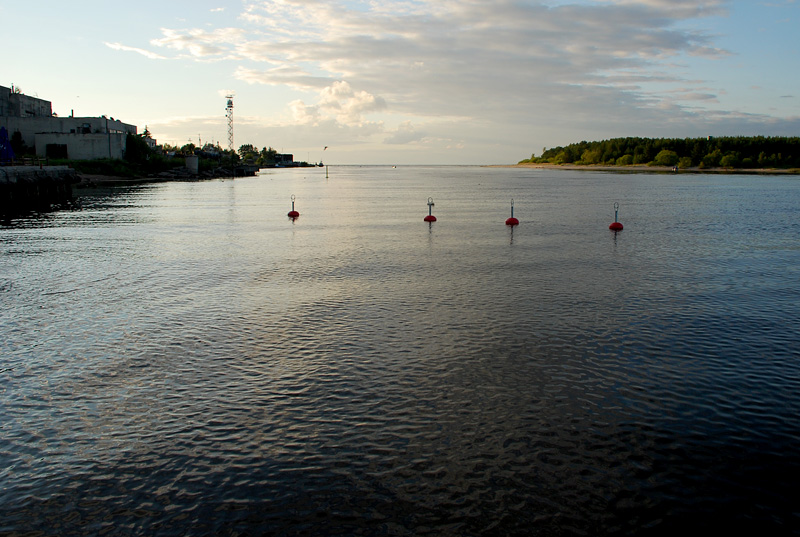
Гирло річки, Нарва-Йиесуу

Біля витоку, де річка Нарва витікає з Чудського озера, розташовані два села: Скам'я (Росія) і Васкнарва (Естонія). У Васкнарві (Сиренці) розташовані руїни орденського замку, який був побудований у 1349, і згодом зруйнований. Найбільша висота замку становила 12,5 метрів з завтовшки стін до 3,6 метрів. Середня витрата в річці близько Васкнарві — 321 м³/сек або 10,123 км³/рік. Трохи нижче за течією, у села Омут (Росія) річку перекривають Омутські пороги загальна висота падіння близько 5 м, проте пороги не заважають малому судноплавству. 40 кілометрів від гирла до Нарвського водосховища річка пробивається крізь заболочені ліси північного сходу Естонії і південного заходу Ленінградської області Росії. Тут у річку впадає Чорна річка (Мустайигі) і кілька струмків. У верхній течії Нарва часто тече рукавами, створюючи досить великі острови. Деякі з них особливо біля витоку, перевершують по ширині саму Нарву (зокрема маються на увазі рукава, огинаючи острів Верховський, а ширина річки тут — близько 900 м).
В середній течії русло річки затоплено Нарвським водосховищем.
У нижній течії від нарвських водограїв до мосту Дружби долина Нарви розташована у каньйоні, глибиною понад 20 метрів. Каньйон річки Нарви — це ландшафтний заказник, охороняючийся державою. Починаючи від Нарвської ГЕС, в чверті кілометра нижче греблі по сухому русло річки, розташован Кренгольмський острів — найсхідніший острів Естонії й одночасно найсхідніша точка цієї країни. Острів має довжину близько 750 м і ширину близько 200 м. На ньому розташовані фабрики Кренгольмської мануфактури. У цьому місці Нарова ділиться на два рукава, ніби пропускаючи острів. Ширина лівого (естонського) рукава — 40 м, правого (спільного) — 85 м. Через лівий (західний) рукав перекинуті три мости, що зв'язують Кренгольмський острів з лівим берегом (з правим берегом зв'язку немає). У сухому руслі Нарви знаходиться одна з найголовніших визначних пам'яток району. Це Нарвські водоспади і пороги, оспівані російським поетом П. Вяземским. Якби не водосховище, щосекунди з 7 метрової висоти падало б 380 м³; води, але, на жаль, водоспад «включається» лише раз у тиждень. Висота лівого Кренгольмського водоспаду — від 4 м до 6 м, а правого Йоальського — від 6 м до 7,5 м. Загальна ширина водоспадів — 125 метрів, хоча Йоальский (лівий) дещо коротший за правий. Через сухе русло проходить «шматочок» Балтійсько-Ладозького уступу (Північно-Естонський глінт). Цей «шматочок» — Нарвські водоспади. «Завдяки» їм неможливо пряме річкове судноплавство по річці Нарві з Чудського озера до Фінської затоки. Сухе русло річки має довжину 1,6 км, починається від Нарвської греблі і закінчується за 500 м вище Нарвської ГЕС. Нижче Нарвської ГЕС течія Нарви найбільш бурхлива.
Далі річка тече ще 2,2 км у межах Нарви, а решту 12 км долає через порослі хвойним лісом берега, зустрічаючи на своєму шляху кілька островів, зокрема Петровський острів і острів Канну. У 700 метрах від гирла Нарви, в неї впадає річка Россонь (Россона). Россонь пов'язує річки Нарву і Лугу, прямуючу за 15-и км східніше. Россонь має найцікавіше явище — біфуркацію. Залежно від кількості води в ріках Нарва і Луга, Россонь тече, то в бік Нарви, то в бік Луги.
У місці впадіння Нарви в Фінську затоку Балтійського моря розташовано місто-курорт Нарва-Йиесуу (Естонія).

## Мости

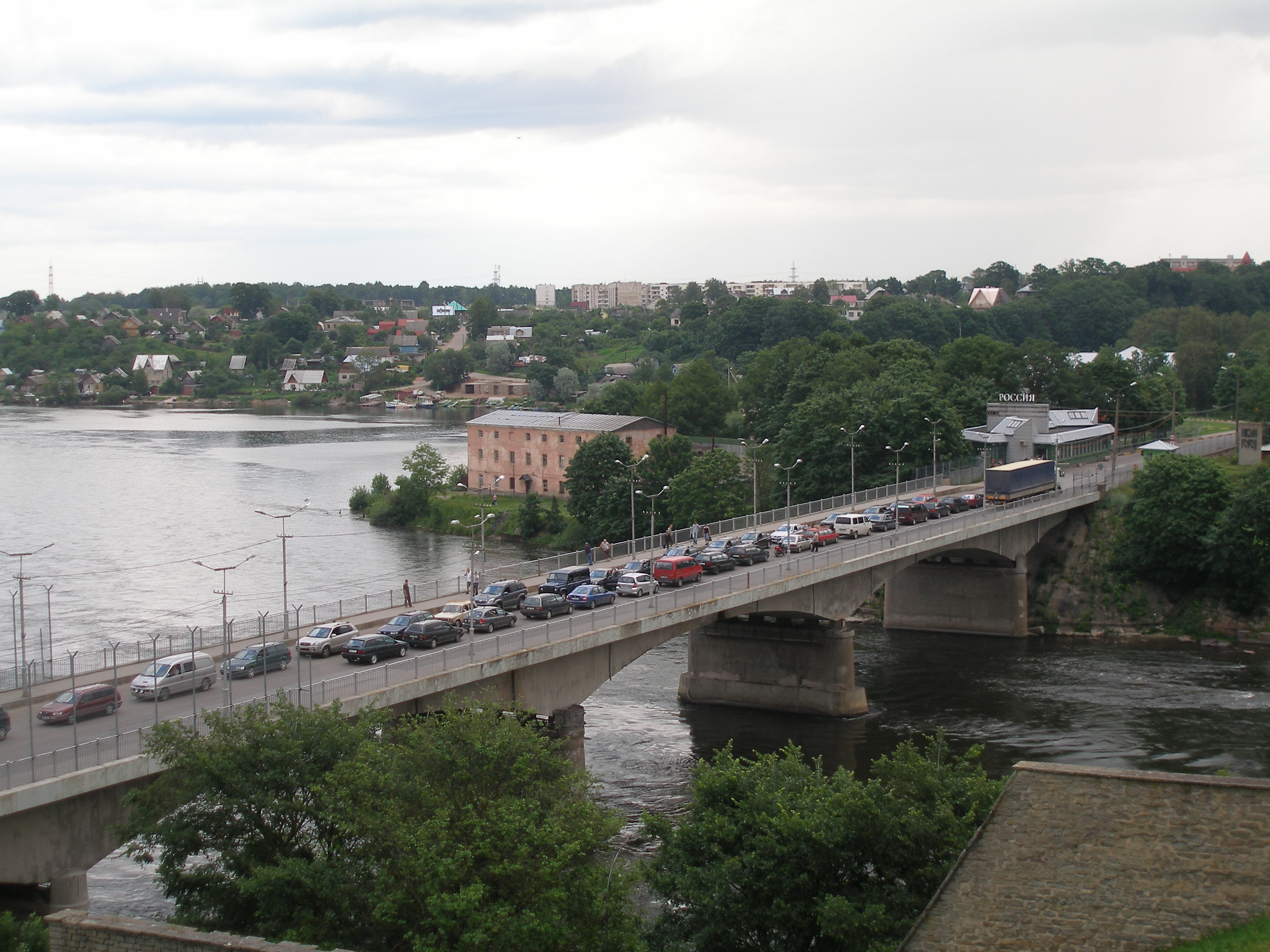
автодорожній міст у Нарві

Річку Нарву перетинає лише кілька мостів між Нарвою та Івангородом. Крім греблі Нарвського водосховища, вони знаходяться в наступному порядку:
- пішохідний міст під островом Крінхольм
- залізничний міст на лінії Таллінн - Ст Петербург
- автодорожній міст на автостраді Е20 Таллінн - Ст Петербург